# Фортеця Аптери
Фортеця Аптери (грецька: Κάστρο Απτέρων, Kástro Aptéron, Κούλες του Σούμπαση (Фортеця Сержанта) — класична османська фортеця XIX ст. на пагорбі поруч з  бухтою Суда, Крит, Греція, побудована в 1867-1868 роках. 

## Історія
Укріплення було побудоване в грудні 1867-1868 роках за Авні-Паші, який у той період управляв Критом та побудував понад 150 укріплень. Метою будівництва було посилення оборони долини Апокоронас, через яку проходить дорога до  Ханьї. Окрім того фортеця, розташована на висоті 170 метрів над рівнем моря над селом Каламі, повинна була допомагати іншій османській фортеці Ізеддін, розташованій ближче до моря в низовині. Укріплення розташоване поруч з руїнами давнього міста Аптера, за 12 кілометрів на схід від Ханьї

## Архітектура
Фортеця має прямокутну форму з двома вежами на південній стороні. Південно-західна башта контролювала прохід до Керамеї та тримала зв'язок з Фортецею Суда. А Південно-східна башта контролювала прохід до Калівесу та тримала зв'язок з Фортецею Ізеддін, укріпленнями Нового Села та Калівесу. Головний вхід до фортеці розташований на сході, захищений напівкруглим бастіоном.
На оборонні вали на вершині фортеці ведуть внутрішні сходи, захищені від обстрілів. В середині фортеці розташовані казарми для солдатів та офіцерів, в'язниця, склади, кухня.
Після того, як турецькі війська покинули острів фортеця використувалась як сільська школа села Мегала Хорафія (грецька Μεγάλα Χωράφια), розташованого поруч.
Фортеця не брала участі в значних бойових діях та вважається найбільшою османською фортецею острова на момент її побудови. ЇЇ реставрували в 2006-2010 роках за 800 тис. євро.
Будівля використовується для проведення  виставок, екскурсій, концертів та інших культурних заходів.

## Див також
- Фортецца (фортеця в Ретімно)
- Фортеця Грамвуса;
- Фортеця Спіналонга;
- Франгокастелло
- Кулес (Іракліон)